# Filip I. Kastilský
Filip I. Habsburský (22. července 1478, Bruggy – 25. září 1506, Burgos) byl rakouský arcivévoda, vévoda burgundský, lucemburský, brabantský a geldernský, hrabě flanderský a holandský a kastilský a leónský spolukrál jako manžel Jany I. Kastilské pocházející z habsburské dynastie.

## Biografie

### Původ
Narodil se jako prvorozené dítě v manželství burgundské vévodkyně Marie Burgundské, dědičky bohatých držav Karla Smělého, a jejího manžela Maxmiliána, pozdějšího císaře Svaté říše římské.

### Dědictví po matce
Jeho matka zemřela již v dubnu 1482 a tři dny před svou smrtí nechala vyhotovit testament, v němž odkázala všechny své državy právě synu Filipovi, tehdy čtyřletému, a dceři Markétě. Maxmiliána stanovila pouze jejich poručníkem a regentem až do Filipovy plnoletosti. Smrt milované choti byla pro Maxmiliána velmi skličující, její politické důsledky však byly ještě závažnější. Jedinou právní základnou arcivévodovy moci byla nyní funkce poručníka. Nizozemské stavy se proto snažily urychleně omezit jeho pravomoci zřízením poručnické rady, bez jejíhož souhlasu nesměl Maxmilián nic podniknout, a dávaly mu zřetelně najevo, že by se měl vrátit do říše. Zároveň byl Maxmilián ve válečném stavu s Francií, neboť Ludvík XI. si jako lenní pán burgundského vévody nárokoval právo na navrácení francouzských lén (především burgundského vévodství).
Dlouhá a pro nizozemskou stranu vyčerpávající válka skončila v prosinci 1482 mírem v Arrasu, který Francii zaručil držení burgundského vévodství a hrabství, ale nizozemské provincie přisoudil Habsburkům. Součástí dohody bylo převzetí poručnictví nad vévodou Filipem nizozemskými stavy. Chlapec se prakticky stal rukojmím v rukách odbojných Genťanů. Pokud by zemřel bez potomků, zdědila by nizozemské provincie Markéta společně se svým předurčeným manželem, francouzským dauphinem Karlem. Filip měl v případě smrti své eventuálně bezdětné sestry právo na vrácení jejího věna, to znamená burgundského vévodství a hrabství a dalších drobnějších držav. Později si Maxmilián vynutil na nizozemských stavech uznání místodržících nad synovým poručnictvím.

### Manželství
Dne 21. srpna 1496 se v Lierre konala dvojitá svatba dětí katolických Veličenstev Isabely I. Kastilské a Ferdinanda II. Aragonského s dětmi římského krále Maxmiliána. Filipovou manželkou se stala španělská infantka Jana a její bratr Jan, jediný syn Katolických veličenstev a dědic jejich trůnu si vzal za manželku Filipovu sestru Markétu.
Filipovo manželství bylo zpočátku šťastné, mladá infantka byla hezká a ve Filipovi probudila vášeň a touhu. Když pak po dceři Eleonoře přišel na svět syn Karel, zdálo se, že je vše na nejlepší cestě. Jenže Filip si hledal potěšení i jinde a jeho manželka se s tím rozhodně nehodlala smířit. Vyvolávala žárlivé scény a manželství se stalo pro Filipa peklem.

### Filip králem Kastilie
V době sňatku byla Jana třetí v pořadí následnictví na španělský trůn, následník trůnu Jan však zemřel již následujícího roku 1497 a jeho pohrobek záhy po něm. Janina nejstarší sestra Isabela zemřela o rok později (1498) při porodu syna; když po dvou letech zemřel i on, stala se Jana jako další v pořadí dědičkou kastilského a aragonského trůnu.
V roce 1504 zemřela Filipova tchyně, královna Isabela Kastilská, a zanechala kastilskou korunu Janě. Vdovec Isabely I. a bývalý spoluvládce, král Ferdinand II., se snažil získat regentství Kastilie, ale šlechta, která ho neměla v oblibě a obávala se ho, ho donutila ustoupit. Filip byl povolán do Španělska, kde byl uznán králem.

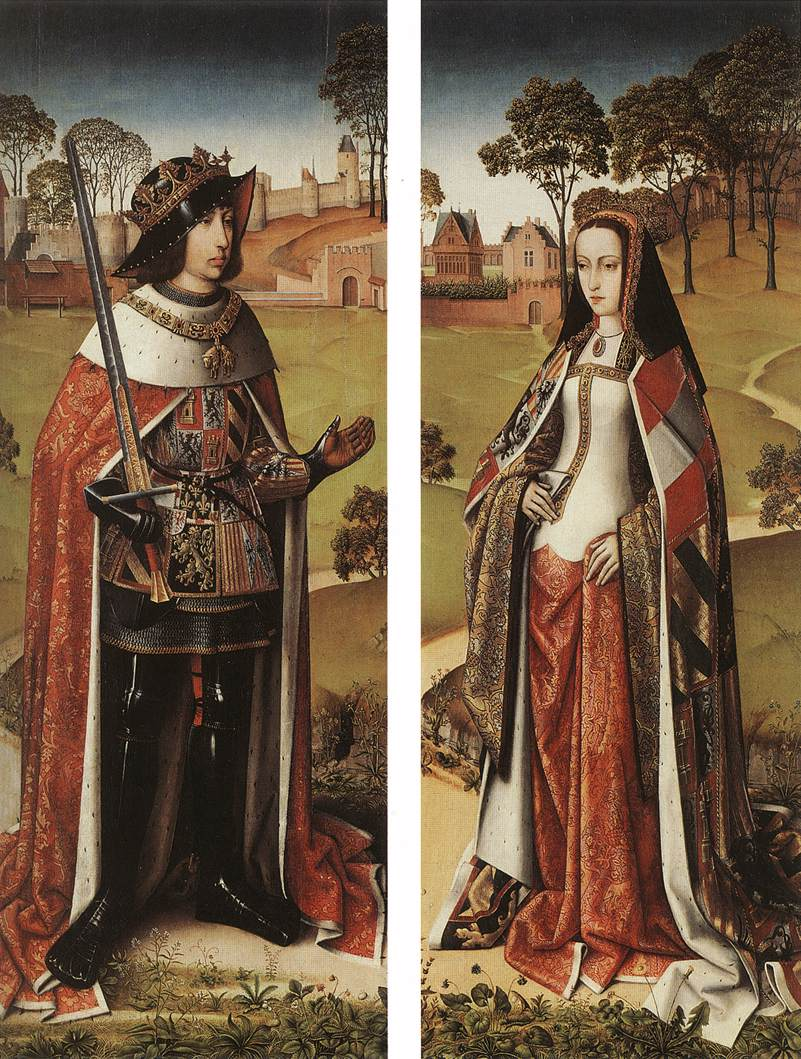
Filip a Jana, triptych, 1505 nebo 1506

Nicméně, na cestě do Španělska v lednu 1506 byli Filip a Jana zastiženi bouří a ztroskotali u pobřeží Dorsetu, což je přinutilo přistát poblíž Melcombe Regis. Nejbližší významnou osobností v okolí byl Sir Thomas Trenchard, který sídlil ve Wolfeton House a poskytl královskému páru útočiště a pohostinnost. Budoucí ministr John Russell byl při této příležitosti páru nápomocen, načež Filip doporučil jeho služby Jindřichovi VII. Po převozu na dvůr krále Jindřicha VII. byli oficiálně Filip a Jana hosté krále, avšak ve skutečnosti byli po dobu svého pobytu rukojmími. Aby byli propuštěni, byl Filip nucen podepsat smlouvu s Jindřichem VII. – takzvaný Malus Intercursus – která zahrnovala pakt o vzájemné obraně, vydání povstalců včetně hraběte ze Suffolku, Edmunda de la Pole, který byl jako exulant Filipovým hostem v Nizozemí, a obchodní dohodu, jež umožňovala anglickým obchodníkům bezcelní dovoz látek do Nizozemí. Po vydání Edmunda mohli Filip a Jana po šestitýdenním pobytu opustit Anglii.
Filip a Jana přistáli v Corunně 28. dubna 1506, doprovázeni skupinou německých žoldáků. Tchán a zeť jednali pod vedením kardinála Cisnerose v Remesalu, poblíž Puebla de Sanabria a v Renedu. Jediným výsledkem byla neslušná rodinná hádka, v níž Ferdinand tvrdil, že hájí zájmy své dcery, o níž řekl, že byla uvězněna svým manželem. Na setkáních mezi 20. a 27. červnem, zprostředkovaných kardinálem Cisnerosem, vrchním duchovním ve Španělsku, Ferdinand souhlasil, že jeho „nejmilovanější děti“ (Jana a Filip) by měly převzít kontrolu nad Kastilií.
Oba králové se pak shodli, že Jana není ani způsobilá, ani nakloněná vládě „s ohledem na své slabosti a utrpení, které se kvůli cti nevyjadřují“, a dále, že pokud by se „zmíněná nejjasnější královna, buď ze své vlastní volby, nebo z toho důvodu, že byla přesvědčena jinými osobami, pokusila vměšovat do vlády, oba by tomu zabránili“. Otci i manželovi vyhovovalo, že byla považována za neschopnou.

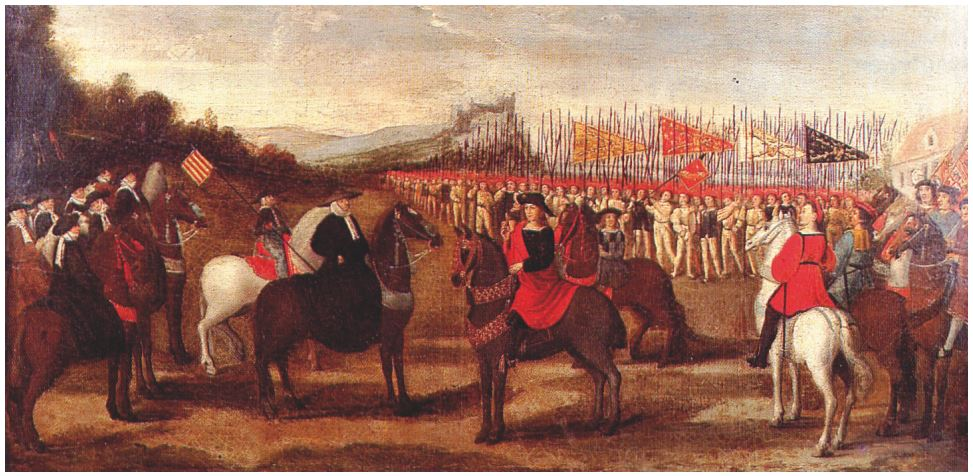
Setkání Filipa a Ferdinanda II. Aragonského v Remesalu dne 20. června 1506

Dne 27. června 1506 byla mezi Ferdinandem a Filipem podepsána Villafáfilská smlouva, přičemž Filip byl valladolidskými kortesy prohlášen za krále Kastilie. Ještě téhož dne Ferdinand sepsal tajné dokumenty, které zpochybňovaly veškeré dohody uzavřené z donucení, a tvrdil, že by jinak nikdy nepodepsal smlouvy, které způsobily „tak obrovské škody zmíněné nejjasnější královně, mé dceři a mně“. Poté, co nechal své možnosti do budoucna otevřené, odešel do Aragonie. Filip jmenoval Garcíu Laso de la Vega prezidentem Královské rady.
Janino chování bylo čím dále podivnější, neboť se u ní projevila dědičná duševní choroba, dědictví po její babičce z matčiny strany Isabele Portugalské. Ferdinand Aragonský a Filip se proto rozhodli prohlásit královnu, která právě byla po šesté těhotná, za neschopnou vlády. Vzápětí mezi nimi ale vypukly spory o regentství v Kastilii. Již 25. září 1506 Filip v Burgosu zemřel, údajně poté, co se uhřátý napil ledové vody. Možná byl otráven na příkaz Ferdinanda, který byl tou dobu na návštěvě svých držav v jižní Itálii. Královna se o manžela v posledních dnech života obětavě starala a jeho ztrátu nesla velmi těžce, dlouhé hodiny truchlila. Nechala dokonce otevřít jeho rakev, obávala se, že ukradli tělo. V roce 1507 porodila Filipovu nejmladší dceru Kateřinu, krátce na to ji její otec nechal internovat v klášteře v Tordesillas.
Filipovy ostatky byly pochovány v královské kapli v Granadě. Později vedle nich spočinula i rakev jeho ženy a rakve jejích rodičů, Isabely I. a Ferdinanda II.

### Zobrazení v umění

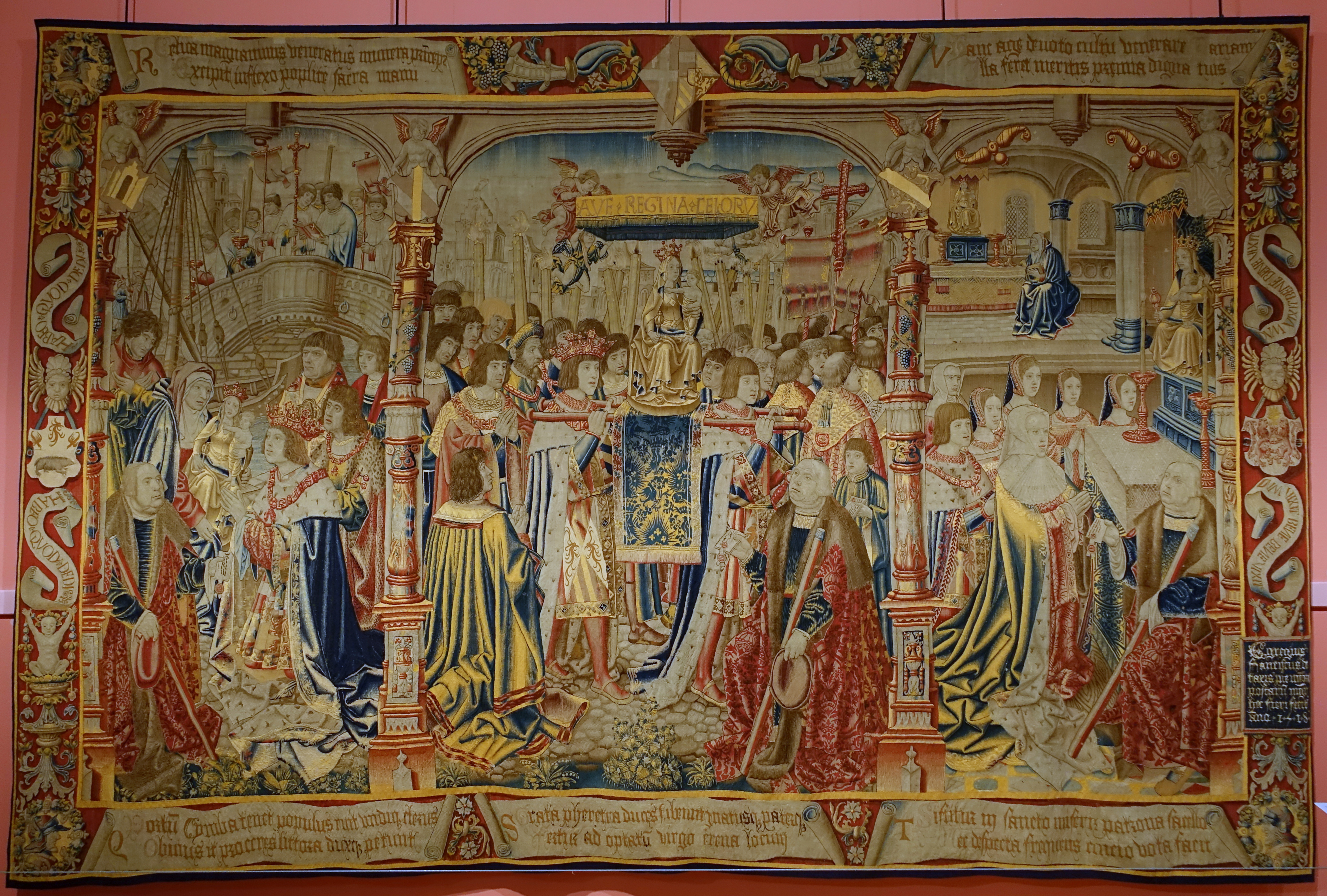
Příjezd sochy Panny Marie do Bruselu, z tapisérie Panny Marie ze Sablonu, 1518, vlna a hedvábí (Muzeum Cinquantenaire, Brusel, Belgie). Klečící postava s korunou vlevo je Filip.

- Peter Frey, skladatel působící v první polovině 16. století, napsal píseň o Filipově cestě a návštěvě Santiaga v roce 1506.[7]
- V Nizozemsku existují dvě „historické písně“" o Filipově cestě a smrti, které také vykreslují negativní obraz Jany. Jedna z nich ji obviňuje z otravy Filipa.[7]
- Absalon, fili mi je moteto, které možná objednal Maxmilián k uctění Filipovy smrti, a napsal jej Pierre de la Rue, ačkoliv existují kontroverze ohledně autorství.[8][9]
- Triumfální oblouk Filipa IV. od Petera Paula Rubense, Jacoba Jordaense a Cornelise de Vose (1614) zobrazuje na hlavním panelu jedné strany sňatek Filipa a Jany.[10]
- Maxmiliánův kenotaf v Innsbrucku obsahuje velkou sochu Filipa (měřící 272 cm), která je považována za jednu z nejvýznamnějších soch této skupiny.
- Existuje řada zobrazení scény Filipovy smrti a truchlící Jany. Významným příkladem je Doña Jana Šílená (1877) od španělského malíře Francisca Pradilly. Dalšími jsou Juana la Loca (1836) od Karla de Steubena a Demencia de Doña Juana de Castilla (1866) od Lorenza Vallése.
- Filip je zobrazen v miniatuře turnajové knihy Freydal, jak bojuje v turnaji se svým otcem Maxmiliánem, který vystupuje v převleku eponymního hrdiny knihy. Scéna je anachronická, protože turnajová kniha, objednaná Maxmiliánem mezi lety 1512 a 1515, vypráví fiktivní příběh, prostřednictvím alegorie, o tom, jak se Maxmilián setkal s Filipovou matkou.

## Potomci
- 1. Eleonora Habsburská (1498–1558)
  - ∞ 1519 portugalský král Manuel I. (1469–1521), syn vévody Ferdinanda z Viseu a portugalské infantky Beatrix Portugalské
  - ∞ 1530 francouzský král František I. (1494–1547), syn vévody Karla z Angoulême a Luisy Savojské
- 2. Karel V. (I.) (1500–1558), arcivévoda rakouský, španělský král a císař Svaté říše římské
  - ∞ 1526 princezna Isabela Portugalská (1503–1539), dcera Manuela I. a jeho druhé manželky Marie Aragonské
- 3. Isabela Habsburská (1501–1526)
  - ∞ 1515 dánský král Kristián II. (1481–1559), syn Jana I. a princezny Kristiny Saské
- 4. Ferdinand I. (1503–1564), český a uherský král, císař Svaté říše římské
  - ∞ 1521 princezna Anna Jagellonská (1503–1547), dcera Vladislava I. Jagellonského a jeho třetí manželky hraběnky Anna z Foix a Candale
- 5. Marie Habsburská (1505–1558)
  - ∞ český a uherský král Ludvík Jagellonský (1506–1526), syn Vladislava I. Jagellonského a jeho třetí manželky hraběnky Anna z Foix a Candale
- 6. Kateřina Habsburská (1507–1578)
  - ∞ 1525 portugalský král Jan III. (1502–1557), syn Manuela I. a jeho druhé manželky Marie Aragonské

## Vývod zpředků
|                    |                          |  |                   |                         |  |  |  |  |  |  |  | Leopold III. Habsburský |
|                    |                          |  |                   |                         |  |  |  |  |  |  |  |                         |
|                    | Arnošt Habsburský        |  |                   |                         |  |  |  |  |  |  |  |                         |
|                    |                          |  |                   |                         |  |  |  |  |  |  |  |                         |
|                    |                          |  |                   | Viridis Viscontiová     |  |  |  |  |  |  |  |                         |
|                    |                          |  |                   |                         |  |  |  |  |  |  |  |                         |
|                    | Fridrich III. Habsburský |  |                   |                         |  |  |  |  |  |  |  |                         |
|                    |                          |  |                   |                         |  |  |  |  |  |  |  |                         |
|                    |                          |  |                   | Zemovít IV. Mazovský    |  |  |  |  |  |  |  |                         |
|                    |                          |  |                   |                         |  |  |  |  |  |  |  |                         |
|                    | Cimburgis Mazovská       |  |                   |                         |  |  |  |  |  |  |  |                         |
|                    |                          |  |                   |                         |  |  |  |  |  |  |  |                         |
|                    |                          |  |                   | Alexandra Litevská      |  |  |  |  |  |  |  |                         |
|                    |                          |  |                   |                         |  |  |  |  |  |  |  |                         |
|                    | Maxmilián I. Habsburský  |  |                   |                         |  |  |  |  |  |  |  |                         |
|                    |                          |  |                   |                         |  |  |  |  |  |  |  |                         |
|                    |                          |  |                   | Jan I. Portugalský      |  |  |  |  |  |  |  |                         |
|                    |                          |  |                   |                         |  |  |  |  |  |  |  |                         |
|                    | Eduard I. Portugalský    |  |                   |                         |  |  |  |  |  |  |  |                         |
|                    |                          |  |                   |                         |  |  |  |  |  |  |  |                         |
|                    |                          |  |                   | Filipa z Lancasteru     |  |  |  |  |  |  |  |                         |
|                    |                          |  |                   |                         |  |  |  |  |  |  |  |                         |
|                    | Eleonora Portugalská     |  |                   |                         |  |  |  |  |  |  |  |                         |
|                    |                          |  |                   |                         |  |  |  |  |  |  |  |                         |
|                    |                          |  |                   | Ferdinand I. Aragonský  |  |  |  |  |  |  |  |                         |
|                    |                          |  |                   |                         |  |  |  |  |  |  |  |                         |
|                    | Eleonora Aragonská       |  |                   |                         |  |  |  |  |  |  |  |                         |
|                    |                          |  |                   |                         |  |  |  |  |  |  |  |                         |
|                    |                          |  |                   | Eleonora z Alburquerque |  |  |  |  |  |  |  |                         |
|                    |                          |  |                   |                         |  |  |  |  |  |  |  |                         |
| Filip I. Kastilský |                          |  |                   |                         |  |  |  |  |  |  |  |                         |
|                    |                          |  |                   |                         |  |  |  |  |  |  |  |                         |
|                    |                          |  | Jan I. Burgundský |                         |  |  |  |  |  |  |  |                         |
|                    |                          |  |                   |                         |  |  |  |  |  |  |  |                         |
|                    | Filip III. Dobrý         |  |                   |                         |  |  |  |  |  |  |  |                         |
|                    |                          |  |                   |                         |  |  |  |  |  |  |  |                         |
|                    |                          |  |                   | Markéta Bavorská        |  |  |  |  |  |  |  |                         |
|                    |                          |  |                   |                         |  |  |  |  |  |  |  |                         |
|                    | Karel Smělý              |  |                   |                         |  |  |  |  |  |  |  |                         |
|                    |                          |  |                   |                         |  |  |  |  |  |  |  |                         |
|                    |                          |  |                   | Jan I. Portugalský      |  |  |  |  |  |  |  |                         |
|                    |                          |  |                   |                         |  |  |  |  |  |  |  |                         |
|                    | Isabela Portugalská      |  |                   |                         |  |  |  |  |  |  |  |                         |
|                    |                          |  |                   |                         |  |  |  |  |  |  |  |                         |
|                    |                          |  |                   | Filipa z Lancasteru     |  |  |  |  |  |  |  |                         |
|                    |                          |  |                   |                         |  |  |  |  |  |  |  |                         |
|                    | Marie Burgundská         |  |                   |                         |  |  |  |  |  |  |  |                         |
|                    |                          |  |                   |                         |  |  |  |  |  |  |  |                         |
|                    |                          |  |                   | Jan I. Bourbonský       |  |  |  |  |  |  |  |                         |
|                    |                          |  |                   |                         |  |  |  |  |  |  |  |                         |
|                    | Karel I. Bourbonský      |  |                   |                         |  |  |  |  |  |  |  |                         |
|                    |                          |  |                   |                         |  |  |  |  |  |  |  |                         |
|                    |                          |  |                   | Marie z Berry           |  |  |  |  |  |  |  |                         |
|                    |                          |  |                   |                         |  |  |  |  |  |  |  |                         |
|                    | Isabela Bourbonská       |  |                   |                         |  |  |  |  |  |  |  |                         |
|                    |                          |  |                   |                         |  |  |  |  |  |  |  |                         |
|                    |                          |  |                   | Jan I. Burgundský       |  |  |  |  |  |  |  |                         |
|                    |                          |  |                   |                         |  |  |  |  |  |  |  |                         |
|                    | Anežka Burgundská        |  |                   |                         |  |  |  |  |  |  |  |                         |
|                    |                          |  |                   |                         |  |  |  |  |  |  |  |                         |
|                    |                          |  |                   | Markéta Bavorská        |  |  |  |  |  |  |  |                         |
|                    |                          |  |                   |                         |  |  |  |  |  |  |  |                         |